# Моймир
Моймир (на латински: Moimarus, Moymarus, на чешки и на словашки: Mojmír I., около 795 – 846) е първият исторически достоверен княз на Моравското княжество, първият княз на Великоморавия (833 – 846) и основател на Моймировата династия. Датата на раждането му не е известна със сигурност, а за дата на смъртта се приема 846 г., когато на престола застава племенникът му Ростислав.

## Предистория
След разпадането на Аварския хаганат, за сравнително кратко време по земите на днешна Моравия, също така и в Бохемия и на територията на днешна Словакия, се извършва културен и политически напредък. Това води до появата и развитието на множество славянски селища, обединяването на племена и възникването на малки славянски княжества.
Карл Велики разширява границите на Франкската империя в непосредствена близост до района на Моравия, а през 805 и 806 г. извършва военни походи срещу племената в Бохемия. Моравското княжество се споменава за първи път в исторически извори през 822 г., когато моравците, наред с други славянски племена, изпращат посланици и дарове в двора на императора на франките Лудвиг Благочестиви. Не е ясно по това време дали Моймир е техен владетел, или застава начело на княжеството след това.
Дали той е и първият владетел, който обединява местните славянски племена в по-голяма политическа единица или просто идва на власт в резултат на бързо променящата се политическа ситуация, също не е сигурно. Все пак, той е имал някакъв вид „предшественици“, най-малкото според писмо, написано около 900 г. от баварските епископи до папата.
Според някои историци, Моймировците първоначално са само един от основните родове на моравските племена. Изглежда, че те са дошли на власт по мирен начин, като подчиняват другите първенци без насилие. Няма обаче конкретно доказателство за изкачването им на власт (само писмени доказателства по-късно относно интронизацията на Ростислав през 846 г.). Според тях, вероятно е постигнат някакъв консенсус сред аристокрацията на моравците, чрез който Моймировците застават начело на княжеството с право на наследяване. Те управляват в тясно сътрудничество с другите велможи в княжеството, с които трябва да се консултират по важни въпроси.

## Управление
За Моймир е известно, че поддържа приятелски отношения с Франкската империя и вероятно официално признава властта ѝ над Моравското княжество. Моймир подкрепя мисията на латинските свещеници, изпратени в Моравия от Пасау и през 831 г., заедно с „всички моравци“, е покръстен от епископа на Пасау, Регинар.
Границите на Моравското княжество при управлението на Моймир не могат да бъдат определени със сигурност. Известно е обаче, че през 830-те години княжеството значително се разширява. По времето на написването на документа Descriptio civitatum et regionum ad septentrionalem plagam Danubii („Описание на крепостите и земите на север от Дунав“, известен като Баварски географ), съставен някъде между 844 и 862 г. моравците вече са имали единадесет крепости в региона. По подобен начин описва събитията и Conversio Bagoariorum et Carantanorum, исторически труд, написан през 870 г., в който се споменава, че около 833 г. местен славянски владетел на име Прибина е „изгонен отвъд Дунава от Моймир, княз на моравците“. Прибина е или владетел на друго славянско княжество (вероятно Нитранското княжество) или непокорен подчинен на Моймир. Съвременните историци, макар и не единодушно, идентифицират земите на Прибина в Nitrava ultra Danubium със съвременния град Нитра в Словакия. Според чешкият историк Душан Тршещик, възможно е Прибина да е моравски княз, който се стреми към независимост. Други предполагат, че те може би са били и в роднински връзки. Археологическите източници (по-точно замъците във Вах и Спиш) само потвърждават, че Моймир и сподвижниците му навлизат в Нитра и западна Словакия на два етапа, което приключва през 830-те години.
Със сигурност е известно, че Моймир завладява крепостта в Нитра и Прибина е принуден да избяга. Впоследствие той търси подкрепа при франките, но е езичник и франките не се намесват срещу Моймир, който е приел християнството. Вместо това Прибина решава да търси закрила в Блатненското княжество. Свързването на Моравското и Нитранското княжество под управлението на Моймир отбелязва възникването на Великоморавия. чиито територии вече достигат до северния бряг на Дунав.

## Последни години
През 840-те, Моймир използва гражданската война в рамките на Каролингската империя като възможност за отхвърляне на зависимостта си към франките. Нарасналата сила на нововъзникналата Великоморавия става сериозна заплаха за Лудвиг Немски, владетел на Източнофранкското кралство. Франките нахлуват в Моравия в средата на август 846 г. Те не срещат почти никаква съпротивление и свалят Моймир от трона. Изглежда Моймир е избягал или е убит по време на нашествието. Други сведения за живота му не са известни.
На престола е издигнат неговия роднина, Ростислав.
| „                        | /Лудвиг Немски/ Потегли около средата на август с армия срещу моравските славяни, които искаха да се отделят. Там той установи и уреди делата, както той желаеше, и постави Растиз, племенника на Моймир, като техен владетел (dux). | “ |
| Фулденски анали (846 г.) | |   |